# Символічний інтеракціонізм
Символі́чний інтеракціоні́зм (англ. Symbolic interactionism) — теоретико-методологічний напрям у західній соціології та соціальній психології, що зосереджується на осмисленні й аналізі соціальних взаємодій, переважно в їхньому символічному значенні.
Символічний інтеракціонізм розвинувся в 20-х роках XX ст. у Чиказькій соціологічній школі. Засновником цього напрямку більшістю дослідників вважається Джордж Герберт Мід, хоча біля його витоків стояв також Чарльз Кулі, а саме поняття впровадив у 1937 р. один з учнів Міда Герберт Блумер, який надалі став провідним представником другого покоління цього напрямку.

## Засади
Символічний інтеракціонізм з'явився в Чикаго в 20-30 рр. Вперше термін сформулював і запровадив американський соціолог і соціальний психолог Герберт Блумер в 1937 році. Однак справжнім родоначальником концепції вважається американський філософ, соціолог і соціальний психолог Джордж Герберт Мід. Символічний інтеракціонізм ґрунтується на інтерпретаціях людської поведінки, в якому «прочитуються» значущі символи, що несуть соціальну інформацію. Це особливий вид інтеракції, який здійснюється людьми. Особливість подібної інтеракції полягає в тому, що «люди інтерпретують або визначають дії один одного, а не просто реагують на них»
«Інтерпретувати дію іншого- це визначити для себе, що дія має ту чи іншу значення, той чи інший характер».
Попередниками символічного інтеракціонізму та інтеракціоністської традиції в цілому вважаються Чарльз Кулі, Георг Зіммель, Вільям Айзек Томас та інші вчені, детально вивчали проблеми соціальної взаємодії, більш того, характеризували його як основну предметну складову соціологічної науки.
Назва напрямку «символічний інтеракціонізм» сформувалась в зв'язку з вивченням ним символічних елементів взаємодії людей в суспільстві. Символічний інтеракціонізм ґрунтується на переконанні, що природа людини й упорядкованість суспільного життя є продуктом соціальної комунікації, повсякденної взаємодії людей, постійного взаємного пристосування. Соціальну взаємодію (інтеракцію, від англ. interaction) при цьому розглядають як таку, що відбувається не безпосередньо (за схемою стимул-реакція), а опосередковується певними символічними засобами, яким кожен учасник взаємодії надає відповідного значення. Символічними посередниками взаємодії здебільшого є слова, але виконувати цю функцію можуть будь-які предмети або дії (наприклад, вираз обличчя, жест тощо). Сутність символічного інтеракціонізму — в аналізі символічних аспектів соціальних взаємодій.
Практично вся взаємодія між людськими індивідами, як стверджують символічні інтеракціоністи, є обміном символами. Взаємодіючи з іншими, люди безперервно добирають «ключі» до типу поведінки, відповідної певному середовищу, та до способу тлумачення намірів інших. Символічний інтеракціонізм спрямовує нашу увагу на деталі міжособистісної взаємодії, а також на те, як використовуються ці деталі, щоб наповнити змістом слова й поведінку інших. Складний і витончений процес символічного тлумачення формує взаємодію двох осіб.
Один з важливих принципів інтеракціонізму — принцип отримання спільності в розмові, передбачає, що людина створюється лише в процесі соціальної взаємодії, перш за все мовної, але не до і не після неї. Спільність, що виникає в ході такої взаємодії, або соціальність, складає суть людської природи, без і поза якою індивід — ніщо.
Суттєве значення для розвитку сучасної соціології має рольова концепція символічного інтеракціонізму. Поведінка людини, згідно з цією концепцією, обумовлена структурою особистості, її соціальною роллю і сприйняттям установок усуспільненого іншого. Багатомірну поведінку людини можна подати у вигляді певного набору соціально-типових, усталених шаблонів ролей, які людина відіграє в суспільстві. Згідно з символічним інтеракціонізмом, аналіз «ролей» людини дає міцні підвалини для судження не лише про її поведінку, але й про її особистість, оскільки її внутрішня імпульсивність і нормативна суперечність віддзеркалюється в будь-яких поведінкових акціях.
З часів Джорджа Г. Міда цей напрямок творчо розвинули багато інших авторів, а в Сполучених Штатах він став головним суперником функціоналістських поглядів.

## Розвиток концепцій символічного інтеракціонізму

### Перше покоління символічного інтеракціонізму
Виділяють декілька поколінь теоретиків та концепцій символічного інтеракціонізму. До першого відносяться засновники цього напрямку Чарльза Кулі та Джордж Г. Мід.

#### Концепція Чарльза Кулі
Чарльз Гортон Кулі (1864–1929) — американський соціолог, засновник концепції «дзеркального Я» та теорії малих груп, вважається також одним із засновників символічного інтеракціонізму. Основною працею Чарльза Кулі є книга «Людська природа і соціальний порядок» (1902). Відкидаючи натуралізм попередників, Чарльза Кулі не відкидає світоглядні уявлення про єдність природної і соціальної еволюції. Він вважав, що особа та суспільство мають спільну ґенезу а, отже, уявлення про ізольоване та незалежне я — ілюзія.
Природу людини вчений розуміє як єдність певного набору «безформних імпульсів і здібностей», переданих за допомогою механізмів спадковості, і соціальної природи, яка виробляється у взаємодії в первинних групах. Чарльза Кулі вперше розмежував первинні групи (сім'я, дитячі групи, сусідство, місцеві громади) — основні суспільні осередки, в яких відбуваються соціалізація людини, формування особистості, і вторинні суспільні групи (класи, нації, партії). Первинні групи не є незалежними від вторинних, але є більш стійкими по відношенню до макросоціальних змін.
Саму ж концепцію «дзеркального Я» він запровадив до наукового обігу у 1912 р. Вона ґрунтується на уявленні про соціальну реальність як процес взаємодії між індивідами. Особистість, згідно з Чарльза Кулі, — сукупність психічних реакцій людини на думку про нього оточуючих людей. Особливо важливу роль такі реакції відіграють в ранньому розвитку дитини, коли саме через сприйняття інших людей формуються її ідеї й уявлення про саму себе, що виливаються потім у стабільну концепцію власної особистості. Розуміння людиною себе самої — процес, а не фіксований стан, воно завжди розвивається в процесі взаємодії з іншими, думка яких про людину постійно змінюється. Людина не є пасивним приймачем, навпаки, вона активно маніпулює рішеннями інших, вибираючи, яких слід дотримуватися, а яких ні; оцінює ролі партнерів. Не вся одержувана від інших інформація впливає на людину, адже вона схильна приймати тільки ті ракурси, які підтверджують її власне уявлення про себе, і опиратися всім іншим.
«Дзеркальне Я» (англ. looking-glass self) — це суспільство, яке служить своєрідним дзеркалом. У такому дзеркалі ми можемо бачити реакції інших людей на нашу власну поведінку. Наше уявлення про самих себе бере витоки саме в такій рефлексії.
Теорія «дзеркального Я» та концепція первинних груп були сприйняті соціальною психологією та мікросоціологією. Понятійний апарат, уявлення про роль комунікації в суспільному житті, які складали предметну область наукової діяльності Чарльза Кулі, вплинули на погляди Дж. Г. Міда та інших представників символічного інтеракціонізму.

#### Концепція Джорджа Г. Міда
Основні погляди американського соціолога, професора філософії Чиказького університету Джорджа Герберта Міда (1863–1931) викладені в книзі «Дух, самість і суспільство» (вийшла після смерті вченого у 1934 р.) Відправною точкою його концепції був пріоритет соціального над індивідуальним. Головний об'єкт наукових інтересів — вивчення соціальних дій — вчинків, які набувають певного сенсу лише в суспільстві, пов'язані з виконання соціальних ролей.
Як стверджує Джордж Г. Мід, мова дозволяє нам стати самосвідомими істотами — усвідомити нашу власну індивідуальність, а ключову роль у цьому процесі відіграє символ — річ, котра підмінює собою щось інше (певний предмет). Як зазначає Джордж Г. Мід, якщо ми створили таке поняття, ми можемо думати про предмет, навіть не маючи його в полі зору. Ми навчилися думати про об'єкт у символічний спосіб. Символічна думка звільняє нас від обмеження нашого життя тими речами, які ми бачимо, чуємо або відчуваємо фактично.
Щоб взаємодіяти, люди повинні інтерпретувати значення й наміри інших. Це здійснюється за допомогою процесу, який Джордж Г. Мід визначив як «прийняття ролі». Процес прийняття ролі передбачає, що індивід через уявлення ставить себе на місце людини, з якою здійснюється спілкування. Через прийняття ролі індивіди розвивають «самість» (англ. Self) — здатність людей уявляти себе об'єктами своєї власної думки, що забезпечує перетворення зовнішнього соціального контролю на самоконтроль.
Джордж Г. Мід розрізняє два аспекти формування самості:
1. Я (англ. I) — це те, що я думаю про інших і про себе, це мій внутрішній світ.
2. Мені (англ. Me) — це те, що, на мою думку, про мене думають інші, це моя зовнішня соціальна оболонка, як я її собі уявляю.

Індивід, вважає американський вчений, розвиває самосвідомість у момент, коли він бачить себе так, як його бачать інші. На відміну від нижчих тварин, люди живуть у надзвичайно символізованому світі. Це стосується й людського самоусвідомлення (тварини його не мають). Кожна людина — самосвідома істота, оскільки вона вчиться «дивитися на себе» збоку, бачити себе такою, якою бачать її інші. Коли дитина починає вживати слово «я» для позначення об'єкта (самого чи самої себе), який інші називають «ти», він (вона) демонструє початок самоусвідомлення. Самість не є вродженою, її походження є цілком соціальним.
Джордж Г. Мід також розрізняє дві форми (рівня) соціальної дії:
- рівень узагальнення за допомогою жестів;
- рівень символічно опосередкованого спілкування.

Спілкування за допомогою жестів (першого рівня) характеризується тим, що воно є ніби скороченою, згорнутою схемою дії, за якою окремим жестом (рухом) можна відновити дію в цілому. Такі жести, які беруть на себе функцію координації поведінки, є прообразом мови.
Другий рівень характеризується тим, що породжує приблизно однакові реакції при спілкуванні з будь-яким індивідом, дозволяє ставити себе на місце Іншого, дозволяє бачити себе очима іншої людини.
Американський соціолог приділив неабияку увагу жестам. Він вважав, що в основі соціальної дії лежить жест, тобто дія, яка розрахована на реакцію оточуючих у відповідь (схоже бачення висував і В. Вундт). Якщо ж реакція відбувається на підсвідомому рівні, автоматично, то жест є незначущим, таким, який може бути характерним і для тварин. Якщо ж реакція супроводжується мисленням, то жест набуває соціального значення. Дуже важливе значення має голосовий жест, так як його може сприймати не лише той, хто слухає, а й той, хто говорить, адже він чує і себе. Жести можуть відігравати роль символів, завдяки яким відбувається комунікація.
Символічно опосередкована взаємодія, тобто в першу чергу взаємодія за допомогою мови, характеризується тим, що:
- породжує приблизно однакові реакції при спілкуванні з будь-яким індивідом;
- дозволяє ставити себе на місце Іншого,
- дозволяє бачити себе очима іншої людини

Виникнення символічно опосередкованої взаємодії Джордж Г. Мід пояснює функціонально — необхідністю координувати поведінку людей, бо у них немає надійних інстинктів, і антропологічно — здатністю людини до утворення і використання символів.

### Чиказька та Айовська школи
Прихильники символічного інтеракціонізму, які були послідовниками Джорджа Г. Міда, представляють дві соціологічні школи: Чиказьку та Айовську. Чиказька школа зосереджується на дослідженні здійснення взаємодії та процесі інтерпретації, школа університету Айови намагається формалізувати дослідження і їхні результати, розробляє вимірювальні процедури і шкали оцінок, припускаючи, що людське «я» є стабільним і відносно незмінним. Перша найбільш ортодоксально відображає мідівські соціально-психологічні традиції, а друга, в свою чергу, намагалась окремі мідівські концепції дещо модифікувати в дусі неопозитивізму.
Основні відмінності між цими школами проходять по методологічним питанням, перш за все по проблемам визначення понять та відношення до різних методів соціально-психологічного дослідження. Ці школи зовсім не взаємодіють між собою, хоча їхні прибічники і відносять себе до одного напрямку соціології.

#### Друге покоління символічного інтеракціонізму. Концепція Г. Блумера
До другого покоління, яке почалося у 30-х роках XX ст. належав, зокрема, Герберт Блумер (1900–1987) — учень Джорджа Г. Міда, який був представником Чиказької школи. Згодом він викладав соціологію у Чиказькому університеті (1925–1952), потім — у Каліфорнійському (з 1952 р.), де також розвивав основи символічного інтеракціонізму.
Г. Блумер всіляко розробляв та пропагував наукові погляди Джорджа Г. Міда. В найбільш чіткій і короткій формі основні моменти теорії символічного інтеракціонізму викладені в його праці «Символічний інтеракціонізм: перспективи і метод» (1969). Згідно його вчення:
- люди діють швидше на основі значень, які вони надають предметам і подіям, ніж просто реагують на зовнішні стимули, такі як соціальні сили;
- значення є не стільки фіксованими, сформульованими заздалегідь, скільки створюються, розвиваються та змінюються в інтеракційних ситуаціях;
- значення є результатом інтерпретацій, які були здійснені в інтеракційних контекстах.

Символічна інтеракція визначається Г. Блумером як дія на основі значень, що отримуються в інтерпретаціях. Людина живе в світі значень, а не стимулів. Вона діє, а не реагує. По суті, зміна систем сталих (прийнятих) значень означає зміну світу, в якому ми знаходимося.
Блумер приділяв увагу колективній поведінці людей. Основу колективної поведінки складають спільні значення, очікування, які розділяються певною групою індивідів. Проте часто можна спостерігати і спонтанну колективну поведінку, таку як мітингові пристрасті, паніка тощо. Ця поведінка виникає в умовах порушення сталих значень, звичних форм існування. За Блумером об'єкт — це перш за все те, що він означає в очікуваній і реальній соціальній взаємодії, а щоб зрозуміти життя групи, потрібно ідентифікувати світ її об'єктів в термінах значень цієї групи. Тобто можна сказати, що «матерія» суб'єктивних змістів соціальної дії досить змінна.
Друге покоління провело не лише теоретичну, але й дослідницьку роботу, спираючись в основному на традиційні кількісні методи (інтерв'ю), а також на якісні методи спостереження та експерименти, які не обов'язково закінчуються побудовою статистичних таблиць. В ході такої роботи виявилось, що об'єктивної реальності, яка була б однаковою для всіх, не існує. Одна й та ж подія при передачі інформації про неї різними людьми виглядає по-різному й у кожного є своя інтерпретація соціальної реальності, яку він завжди змінює, наповнює змістом і значеннями.

#### Третє та четверте покоління символічного інтеракціонізму
До третього та четвертого покоління відносяться Говард Бекер (англ. Howard S. Becker, 1899–1960), Ансельм Строс (англ. Anselm Strauss, (1916–1996) — представники Чиказької школи, Менфорд Кун (англ. Manford H. Kuhn, 1911–1963), Томас МакПартленд (англ. Thomas S. McPartland) — представники Айовської школи, та представники соціодраматичного підходу П. Берк та Е. Ґофман.

#### "Драматургійна" соціологія
"Драматургійна" соціологія, розроблена Ервінгом Ґофманом (англ. Erving Goffman, 1922–1982) (спираючись на «психодраматичну модель» соціального світу Я. Морено), — ототожнює елементи сценічної дії і соціальної взаємодії. Цей підхід опирався на теорію взаємодії як гру і перебував під дією соціально-психологічних та структурно-функціоналістичних теоретичних орієнтацій. В цій «версії» людина веде гру разом із іншими індивідами, а характер та процес їхньої взаємодії зумовлюється завдяки таким ототожненням, як: «сценарій», «аудиторія», «актор», «маска». Соціальний світ як драма має свій сценарій, в процесі гри актори виступають на сцені, де і відбуваються соціальні дії. Пітер Берк (Берк) (англ. Peter J. Burke) використовує термін «театр» майже у буквальному сенсі, тоді як Ґофман — як метасферу суспільства, зберігаючи її дух, але розвиваючи власний понятійний дух. Завдання «драматургійної» соціології в окремих випадках полягало у тому, щоб знайти шляхи, способи пристосування індивідів до «сценарних» умов соціальної системи.

## Критика.Рефлексивна соціологіяЕлвіна Ґоулднера
Символічних інтеракціоністів часто критикують за надмірний імпресіонізм їхніх дослідницьких методів і певну безсистемність їхніх теорій. Окрім того, у деяких теоретиків існують проблеми з символічною теорією взаємодії через неможливість її перевірки. В зв'язку з цими заперечення, а також, через досить вузьку спрямованість інтеракціоністських досліджень на малі групи взаємодії та інші соціально-психологічні проблеми, символічні інтеракціоністи складають меншість (хоча досить значну) у соціологічній спільноті. Більшість цієї критики виникла в 1970-х у США, коли кількісні підходи до соціології були домінуючими.
Можливо, найвідомішим з критиків цього напрямку був американський соціолог Елвін Ґоулднер (англ. Alvin Ward Gouldner, 1920–1980). Він розробив суто методологічний підхід — так звану рефлексивну соціологію, або «соціологію соціології». Ґоулднер припускав неминучість неточностей, хибності у соціологічних теоріях з тієї причини, що загальні уявлення про світ, які підсвідомо поділяють люди, і сукупність переконань, які властиві тій чи іншій групі людей, до якої входить і сам теоретик чи соціолог, — не збігаються одне з одним. А значить, постає питання: «чи здатна соціологія перебороти дану власну обмеженість, і які теоретичні та практичні озброєння повинен використовувати соціолог для корекції неточностей та перекручень, що неминуче виникають?». Таким чином, «соціологія соціології» є програмою соціологічної діяльності, що автоматично коригує власну реалізаційну діяльність, критично оцінює та виправляє помилки, які виникають при освоєнні та пізнанні навколишнього світу.

## Сучасний стан
Кульмінація наукового і суспільного успіху символічного інтеракціонізму припала на 70-80-ті рр. 20 ст. У ці ж десятиліття сформувалися такі напрями, як соціальна феноменологія і етнометодологія, які є близькими до символічного інтеракціонізму і ґрунтуються на тому ж самому світоглядному фундаменті.
Прибічники символічного інтеракціонізму вважають, що соціологія повинна «робитися» шляхом дослідження, а не шляхом вигадування теоретичних трактатів. Це послідовний висновок з їхнього бачення суспільства як соціального процесу, що складається з сукупності самоорганізованих і замкнутих в собі контекстів.
Символічний інтеракціонізм — це дослідження відношення між особистістю і суспільством як процесу символічного спілкування між соціальними діячами. Розвиток цієї концепції сприяв аналізу ролі, соціалізації, комунікації та дії. Символічний інтеракціонізм мав значний вплив на соціологію девіантної поведінки завдяки запропонованому ним поняттю кар'єри, яке використовується в дослідженнях злочинної поведінки. Інтеракціоністський підхід є теоретичною основою теорії «наклеювання ярликів», досліджень стереотипів і стигми. Інтеракціоністи зробили вагомий внесок у медичну соціологію, дослідивши взаємодії між лікарем і пацієнтом. Сучасний символічний інтеракціонізм має тенденцію до аналізу суспільства як утворення, яке виникає на основі безкінечних трансакцій соціальних діячів.
Заслугою інтеракціоністів є їхнє намагання виокремити на противагу біхевіористам «специфічно людське» в поведінці людини, прагнення підійти до особистості як до соціального явища, знайти соціально-психологічні механізми формування особистості у взаємодії з іншими людьми в групі, суспільстві, підкреслити активне творче начало особистості.
Наприкінці 20 ст. спостерігався зростаючий інтерес до ідей символічного інтеракціонізму. Це пов'язано з тим, що, по-перше, в сучасній соціальній психології намітився яскраво виражений інтерес до когнітивної соціальної психології і, відповідно, інтерес соціальних психологів до інших парадигм, які мають яскраво виражену когнітивну спрямованість; по-друге, відродження феноменологічного підходу як в соціології, так і в соціальній психології викликає, ймовірно, все більший інтерес до концепцій, в яких центральне місце займає поняття self [особистісне Я, самість]. У цих умовах великого значення набувають пошуки теорії, яка пояснила б, як люди у своєму повсякденному житті створюють свій соціальний світ. Тому не дивно, що дослідники атрибуції і схожих когнітивних процесів виявляють інтерес до обговорення символічними інтеракціоністами того, як конструюється соціальне життя. Більше того, відродження серед дослідників інтересу до гуманістичних орієнтацій зробило можливим більш серйозне ставлення до перспектив, які історично були менш тісно пов'язані з жорсткими методами.

### Персоналії
- Герберт Блумер
- Джордж Герберт Мід
- Елвін Ґоулднер
- Ервінг Ґофман
- Чарльз Кулі

### Школи та напрямки
- Айовська школа символічного інтеракціонізму
- "Драматургійна" соціологія
- Рефлексивна соціологія
- Феноменологічна соціологія
- Чиказька соціологічна школа